# Wikipedia Review
Wikipedia Review — це Інтернет-форум та блог для обговорення проектів Фонду Вікімедіа, зокрема змісту та конфліктів у Вікіпедії.
Wikipedia Review був вебсайтом сторожової організації Вікіпедії, ретельно вивчаючи Вікіпедію та звітуючи про її вади. Він надав незалежний форум для обговорення редакторів Вікіпедії та їх впливу на вміст Вікіпедії. На піку учасники включали нинішніх редакторів Вікіпедії, колишніх редакторів Вікіпедії, кількох користувачів, заборонених до Вікіпедії, та людей, які ніколи не редагували.
Після його закриття декілька колишніх користувачів створили Wikipediocracy, подібний блог та форум.

## Історія
Сайт був заснований у листопаді 2005 року «Ігорем Олександром» та розміщений у ProBoards. 19 лютого 2006 року він перейшов до власного доменного імені за допомогою програмного забезпечення Invision Power Board. Сайт вимагав реєстрації, використовуючи адресу електронної пошти, що дозволяло зберігати анонімність та перешкодити роботі кількох облікових записів одним користувачем .
Wikipedia Review необхідна була для обговорення концепцій редагування вікі та участі в оцінці WikiDashboard Palo Alto Research Company .

## Коментар
Сет Фінкельштейн написав у The Guardian, що Wikipedia Review є координатором для розслідування питань, пов'язаних із Вікіпедією, таких як «скандал з Essjay». Кейд Мец приписував Wikipedia Review відкриття приватного списку розсилки, що призвело до відставки адміністратора Вікіпедії. Індепендент зазначив, що «звинувачення проти певних адміністраторів озвучились на сайті під назвою Wikipedia Review, де люди обговорюють дії адміністраторів». Вебсайт ірландських технологій Silicon Republic запропонував відвідати Wikipedia Review, щоб «слідкувати за суперечками, дискусіями, редакторами та загальною бюрократією у Вікіпедії». Філіп Коппенс використовував публікації, опубліковані в Wikipedia Review, щоб допомогти скласти звіт, опублікований в журналі Nexus, на WikiScanner, і твердження, що спецслужби використовували Вікіпедію для поширення дезінформації .

## Зміст та структура
Загальнодоступні форуми Wikipedia Review розбиті на чотири загальні теми:
1. Інформація про форум;
2. Дискусія, орієнтована на Вікімедію, яка містить підфоруми, присвячені редакторам, бюрократам Вікіпедії, метадискусії, статті та загальні теми, орієнтовані на Вікімедію, які не вміщуються в іншому місці;
3. Медіа-форуми, що містять стрічку новин та дискусії про новини та блоги із зображенням Вікіпедії / Вікімедії;
4. Поза темою: обговорення, пов'язані з Вікімедією.[16]